# Купцов, Дмитрий Ефимович
Дми́трий Ефи́мович Купцо́в (1884, Новодмитриевка — ок. 1955, Семилово) — полный Георгиевский кавалер.

## Биография
Родился в крестьянской семье в 1884 году в селе Новодмитриевке (в старой орфографии «Ново-Дмитриевка») Ардатовского уезда Нижегородской губернии. Во время Первой мировой войны был призван в Русскую императорскую армию. За личную храбрость был награждён четырьмя Георгиевскими крестами. После Октябрьской революции 1917 года вернулся в Новодмитриевку, где был активным участником установления советской власти в качестве земельного комиссара. С 1941 по 1946 годы работал председателем колхоза «Победа» Семиловского сельского совета, за что был награждён медалью «За доблестный труд в Великой Отечественной войне». Скончался в селе Семилове около 1955 года.